# Bug (časopis)
Bug je hrvatski mjesečni računalni časopis utemeljen 1992. Danas je, uz "Vidi" i "PCchip", jedan od najpopularnijih računalnih mjesečnika u Hrvatskoj. Bavi se ponajprije računalnom tehnologijom kao što su hardver i softver, a sadrži i sekcije za računalne igre, kolumne (među kojima je i poznatiji John C. Dvorak), uradi sam i pitanja-odgovor. Trenutni glavni urednik časopisa je Miroslav Rosandić.
U Hrvatskoj je među prvim časopisima koji se bavi IT tehnologijama i aktivan je sve do danas. Također se kao poddomene ovog časopisa izdaju i posebni časopisi Enter i Mreža.

## 200. broj
U 200. broju (2009.) napravljen je potpuni redizajn stranica časopisa nedugo nakon objave novih web stranica na portalu. U časopisu je objavljena sva povijest i analiza dotadašnjih brojeva BUGa.

## Poveznice
- Službene stranice